# 悠々百科
悠々百科（ゆうゆうひゃっか）は、健康食品通信販売会社バイオサプリ（旧社名バイオナサ東京）の一社提供で、全国のAMラジオ局に配信されていたラジオ番組である。
枠買い取り、持ち込み企画のインフォマーシャル（健康情報番組の体裁を採る）。2010年11月末にて終了し、同12月より出演者を一新した『すこやか生活便』に引き継がれた。
本項では、ほぼ同一内容で放送されていた『悠々ライフ』も併述する。

## 番組内容
- 両番組[要追加記述]共に、医事関連の雑談や投稿への返答をしつつ、番組後半は自社製品の広告になる。
- 『悠々ライフ』に後半の通販コーナーは無く、他社のスポットCMを1本挟んだ後、番組中紹介した健康法に関連した自社製品のCMに移行。

## 出演者
- 仲眞美子（内科医、イーク丸の内院長）
- 花井あさみ（フリーアナウンサー、元新潟総合テレビ）

## ネット局・放送時間
放送時間はJST、2010年4月現在。
| 『悠々百科』ネット局         | 『悠々百科』ネット局 | 『悠々百科』ネット局 | 『悠々百科』ネット局 | 『悠々百科』ネット局                                          |
| 放送地域                     | 放送局               | 放送日               | 放送時間             | 備考                                                          |
| ---------------------------- | -------------------- | -------------------- | -------------------- | ------------------------------------------------------------- |
| 北海道                       | STVラジオ            | 土曜日               | 05:30 - 05:45        | 2009年4月、放送時間変更。                                     |
| 青森県                       | 青森放送（RAB）      | 土曜日               | 08:45 - 09:00        |                                                               |
| 秋田県                       | 秋田放送（ABS）      | 土曜日               | 07:10 - 07:25        |                                                               |
| 岩手県                       | IBC岩手放送          | 土曜日               | 11:25 - 11:40        |                                                               |
| 宮城県                       | 東北放送（TBC）      | 土曜日               | 06:05 - 06:20        |                                                               |
| 関東広域圏                   | RFラジオ日本         | 土曜日               | 05:45 - 06:00        |                                                               |
| 新潟県                       | 新潟放送（BSN）      | 土曜日               | 08:00 - 08:15        |                                                               |
| 長野県                       | 信越放送（SBC）      | 日曜日               | 06:00 - 06:15        |                                                               |
| 富山県                       | 北日本放送（KNB）    | 土曜日               | 05:45 - 06:00        |                                                               |
| 静岡県                       | 静岡放送(SBS)        | 土曜日               | 06:00 - 06:15        |                                                               |
| 中京広域圏                   | 東海ラジオ放送（SF） | 金曜日               | 06:00 - 06:15        | 2010年4月から。前番組は『おまかせ下さい!梅田悦生です』。      |
| 山口県                       | 山口放送（KRY）      | 土曜日               | 06:30 - 06:45        |                                                               |
| 愛媛県                       | 南海放送（RNB）      | 土曜日               | 06:55 - 07:10        |                                                               |
| 福岡県                       | 九州朝日放送（KBC）  | 土曜日               | 06:15 - 06:30        | 『おはよういい朝KBC』に内包。                                 |
| 長崎県・佐賀県               | 長崎放送（NBC）      | 土曜日               | 06:00 - 06:15        | 佐賀県はNBCラジオ佐賀。                                       |
| 宮崎県                       | 宮崎放送（MRT）      | 土曜日               | 05:45 - 06:00        |                                                               |
| 鹿児島県                     | 南日本放送（MBC）    | 土曜日               | 05:45 - 06:00        |                                                               |
| 沖縄県                       | ラジオ沖縄（ROK）    | 土曜日               | 13:15 - 13:30        |                                                               |
| 『悠々百科』過去のネット局   |                      |                      |                      |                                                               |
| 放送地域                     | 放送局               | 放送日               | 放送時間             | 備考                                                          |
| 近畿広域圏                   | ラジオ大阪（OBC）    | 日曜日               | 06:05 - 06:20        | 2010年3月で打ち切り。後番組は『上田利治の朝からどうでっか』。 |
| 『悠々ライフ』過去のネット局 |                      |                      |                      |                                                               |
| 放送地域                     | 放送局               | 放送日               | 放送時間             | 備考                                                          |
| 関東広域圏                   | RFラジオ日本         | 日曜日               | 17:25 - 17:40        | 2009年8月2日から9月27日まで放送。                             |

※ 出典：三才ブックス刊『ラジオ番組表 2009年春号・秋号、2010年春号』